# Bohuslav Sobotka
Bohuslav Sobotka (n. Telnice, República Checa, 23 de octubre de 1971) es un político y abogado checo.
Miembro del Partido Socialdemócrata Checo (PSC), del que ha sido presidente de su grupo parlamentario, vicepresidente y actual presidente.
En el gobierno checo, fue nombrado en el 2002 como Ministro de Hacienda y su vez también en 2005 pasó a ser Vice primer ministro.
Luego de su victoria en la Elecciones generales de 2013, en sucesión de Jiří Rusnok fue investido el 17 de enero de 2014 como 11.º primer ministro de la República Checa. Presentó su dimisión y la de su Gobierno el 2 de mayo del 2017. El 5 de mayo, tres días después, decidió destituir a su vice primer ministro, y no su Gobierno.

## Biografía
Nacido en la población checa de Telnice en el año 1971. Tiempo más tarde en los años 1980 él y su familia se trasladaron al municipio de Slavkov u Brna donde allí realizó sus estudios secundarios y en 1986 realizaron otro traslado pero hacia Bučovice.
Cuatro años más tarde se marchó hacia la ciudad de Brno para estudiar en la Universidad Masaryk, licenciándose en Derecho y graduándose con una tesis sobre la Socialdemocracia Checa.

### Carrera política
Desde el año 1989, Bohuslav Sobotka es miembro del Partido Socialdemócrata Checo (PSC).
A la edad de 24 años, a partir del día 31 de mayo de 1996 fue elegido como diputado en el Parlamento de la República Checa ocupando su escaño el 1 de junio de ese año.
Tras las siguientes elecciones generales celebradas 19 y 20 de junio de 1998, el Partido Socialdemócrata llegó al poder y fue reelegido al parlamento, donde en medio de la legislatura en mayo de 2001 fue elegido presidente del Grupo Parlamentario.
Después tras pasadas ya las elecciones de 2002 entró en el nuevo gabinete del primer ministro del país Vladimir Špidla, siendo nombrado el 15 de julio de ese año como Ministro de Hacienda, a su vez el 25 de marzo de 2005 fue nombrado Vicepresidente del Partido Socialdemócrata y en el gobierno 25 de abril de 2005 también ostentó el cargo de Vice primer ministro, compaginando los tres cargos políticos.
También en 2005 tras la dimisión del político Jiří Paroubek, Sobotka el 24 de septiembre asumió la presidencia del partido hasta el 13 de mayo de 2006.
En ese mismo año tras las elecciones legislativa de junio de 2006 volvió a ser reelegido como diputado en el parlamento y también a partir de 1 de enero de 2009 volvió a ser Presidente del grupo parlamentario.
Tras las Elecciones generales de 2010, el Partido Socialdemócrata obtuvo unos de sus peores resultados desde 1992 (en ese entonces el gobierno, formado por ministros conservadores y socialdemócratas, estaba presidido por el tecnócrata independiente Jan Fischer), entonces Jiří Paroubek tras su vuelta en la política volvió a dimitir y Sobotka por consecutiva vez tuvo que asumir la presidencia del partido y hasta que el 18 de marzo de 2011 por el comité central y con mayoría fue elegido presidente del Partido Socialdemócrata.
Posteriormente tras presentarse como candidato principal del Partido Socialdemócrata Checo a las Elecciones generales de la República Checa de 2013, logró ganarlas con un 20,5% de los votos totales consiguiendo un 50 escaños al parlamento.
El día 17 de enero de 2014 en sucesión de Jiří Rusnok, fue nombrado por el presidente Miloš Zeman para su gobierno, como 11.º primer ministro de la República Checa.
El 5 de mayo de 2017 presentó la dimisión como primer ministro así como la de todo su Gobierno, tras salir a la luz que el vice primer ministro y ministro de Finanzas, Andrej Babiš fuera acusado de fraude fiscal. Finalmente, acabó simplemente destituyendo a Babis.